# Гаванский синдром
Гава́нский синдро́м — совокупность ряда неврологических симптомов, включавших головокружение, тошноту, головные боли и проблемы со слухом, которые впервые наблюдались в ноябре 2016 года у некоторых сотрудников посольств США и Канады в Гаване (Куба) и членов их семей, а в последующие годы повторились у нескольких сотен американских дипломатов, военных и сотрудников спецслужб в различных странах мира.
Правительство США некоторое время считало причиной синдрома прицельную атаку на своих дипломатов с использованием микроволнового оружия, часть правительственных служащих США и некоторые американские СМИ приписывали источник такой атаки спецслужбам России.
В январе 2022 года Центральное разведывательное управление (ЦРУ) пришло к выводу, что многочисленные жалобы имеют естественные причины и никак не связаны с предположительной враждебной деятельностью других государств. Лишь в 24 из около тысячи изученных случаев сотрудники агентства не смогли выяснить причины недомоганий. Тем не менее, инфразвуковой шум сопровождал большинство случаев и интерпретировался сотрудниками как фоновое постоянное жужжание насекомых вокруг.

## Первые сообщения и симптомы
С ноября 2016 года была зафиксирована 21 жалоба сотрудников американского посольства на Кубе на странные шумы (были представлены и их магнитофонные записи), исходящие с определённого направления. Некоторые люди испытывали давление[прояснить], вибрацию или ощущения, сравнимые с вождением автомобиля с частично опущенным стеклом. Эти звуки продолжались от 20 секунд до 30 минут и происходили, когда дипломаты находились дома или в гостиничных номерах. Другие люди поблизости (включая членов семьи и гостей в соседних комнатах) не страдали такими же симптомами.
Пострадавшие описывали такие симптомы как потеря слуха, потеря памяти и тошнота. В ряде случаев эти события вызвали долговременные расстройства здоровья, в частности, у одного из дипломатов настолько испортился слух, что он стал нуждаться в слуховом аппарате.
Государственный департамент США заявил, что проблемы со здоровьем возникли либо в результате атаки, либо из-за воздействия неизвестного устройства, и заявил, что не винит кубинское правительство и не может сказать, кто виноват. Предположения были сосредоточены вокруг звукового оружия, при этом некоторые исследователи указывали на инфразвук как на возможную причину.

## Расследование Госдепартамента США
Первой реакцией администрации Трампа было обвинение Кубы как прямой или по крайней мере косвенной (не обеспечила безопасности дипломатов) виновницы атак; 16 июня 2017 года Дональд Трамп объявил о завершении потепления в кубино-американских отношениях, начатого Бараком Обамой.
В 2018 году была создана специальная внутренняя комиссия Госдепартамента, отчёт которой счёл причиной синдрома массовую истерию, вызванную звуками, издаваемыми местным сверчком. Расследование Госдепартамента было подвергнуто сокрушительной критике. Критики отмечали, что Госдепартамент, решительно сопротивлявшийся версии применения звукового оружия, «произвёл непоследовательные оценки пациентов и событий, проигнорировал внешние медицинские диагнозы и утаил основную информацию от Конгресса».
В 2020 году, по результатом расследования Управления специального прокурора США, было заявлено, что действия руководства Госдепартамента «имеют высокую вероятность правонарушения», а офицер дипломатической службы безопасности Госдепартамента Марк Лензи, обвинил госдепартамент в «умышленном сокрытии на высоком уровне» и в неспособности защитить своих сотрудников.

## Другие известные случаи синдрома
В 2018 году симптомы «Гаванского синдрома» были обнаружены у работников американского консульства в китайском городе Гуанчжоу.
Аналогичные симптомы затем проявились у сотрудников американских посольств в Польше, Великобритании, а в 2021 году — Австрии, затем в Колумбии и Германии (последнее особенно насторожило американцев, так как это был первый случай такого рода в стране НАТО).
Большой резонанс получило дело бывшего сотрудника ЦРУ Марка Полимеропулоса, который после рабочей поездки в Москву в декабре 2017 года начал испытывать столь сильные мигрени, головокружение и шум в голове, что был вынужден уволиться с работы (Полимеропулос занимался расследованием отравления Скрипаля и вообще был вовлечён в противодействие России, как, по его словам, и все другие агенты ЦРУ, которые стали жертвами этого синдрома).
В начале 2022 года американские СМИ сообщили, что симптомы так называемого «гаванского синдрома», предположительно, проявились у сотрудников американских дипмиссий в Женеве и Париже, одному сотруднику понадобилась эвакуация в США для лечения.

## Версии

### Воздействие микроволновым излучением
В том же самом 2018 году, когда комиссия Госдепартамента «установила» вину гаванских сверчков, в университете Пенсильвании было проведено обследование 21 пострадавшего дипломата, по итогам которого его руководитель Дуглас Х. Смит сказал в интервью, что микроволны «считаются главным подозреваемым». Обследуя жертв синдрома, специалисты университета Пенсильвании обнаружили в их мозгу повреждения, аналогичные повреждениям при сотрясении мозга, при отсутствии следов физического воздействия.
Исследование 2018 года, опубликованное в журнале Neural Computation Беатрис Александрой Голомб[уточнить], отвергло идею о том, что источником симптомов была звуковая атака, и пришло к однозначному выводу, что факты согласуются с воздействием импульсного радиочастотного/микроволнового излучения (РЧ-МВ). Голомб писала, что
(1) природа шумов, о которых сообщали дипломаты, соответствовала звукам, вызванным импульсными ВЧ/СВЧ сигналами через эффект Фрея;
(2) признаки и симптомы, о которых сообщили дипломаты, совпадают с симптомами радиочастотного/микроволнового воздействия (проблемы со сном, когнитивными способностями, зрением, равновесием, речью; головные боли; ощущения давления или вибрации; кровотечения из носа; травмы головного мозга и отёк мозга);
(3) «окислительный стресс обеспечивает документально подтверждённый механизм повреждения РЧ-МВ, совместимый с зарегистрированными признаками и симптомами»; и
(4) в прошлом посольство США в Москве подвергалось воздействию микроволнового луча, называемого «Московским сигналом» (Moscow Signal) (считалось, что «Московский сигнал» был советской шпионской техникой, которая также могла иметь последствия для здоровья).
Нейробиолог Аллан Х. Фрей, в честь которого назван эффект Фрея, считал микроволновую теорию жизнеспособной.
Согласно отчёту, опубликованному в 2020 году Национальными академиями наук, инженерии и медицины США симптомы вызваны направленным микроволновым излучением («согласуются с воздействием направленной, импульсной радиочастотной энергии»); все другие причины были категорически отметены. Версия истерии была признана несостоятельной, в частности потому что сотрудники посольств в разных странах мира не могли знать об аналогичных проявлениях у коллег.

### Воздействие инфразвуковым оружием
В изданиях, посвященных Hi-End аудио, описали акустическую систему с примечательно высоким качеством звука и ровной амплитудно-частотной характеристикой без переходных искажений в полосах раздела фильтров, разделяющих разные динамики: НЧ, СЧ, ВЧ. Достигнуто было использованием особенной конструкции. В схему колонки входила пара абсолютно идентичных ультразвуковых излучателя, состроенных по фазе. Первый распространял ультразвук определённой частоты, например (точно не сообщается) 40 кГц. На другой излучатель подавался ультразвуковой сигнал, частотно промодулированный сигналом с входа колонок, то есть музыкальным. В результате наложения ультразвуковых излучений в воздухе перед колонкой происходило резонансное детектирование акустического сигнала. По заверениям разработчиков, система имела очень хороший звук, мало менявшийся от расположения слушателя. По неизвестным причинам система не получила дальнейшего распространения, возможно, из-за дурного влияния ультразвука на здоровье людей и целостность сооружений. На таком принципе сейчас и делаются мощные генераторы инфразвука .
В «Defense News» опубликована работа о том, что исследование боевых инфразвуковых генераторов практически завершено и готово к выпуску. «American technology corporation» создала 4 вида инфразвукового вооружения, которые были опробованы в ноябре 1999 года на полигоне Куантико(прим. место подготовки специалистов для спецслужб в штате Вирджиния). Из них 2 задуманы для экипировки единичного военнослужащего, другие 2 устанавливаются на обыкновенных армейских средствах для перевозки состава. Все типы разработанных боевых генераторов излучают инфразвук интенсивностью от 120 до 130 децибел. Такой уровень даёт высокую точность атаки и гарантирует возможность направить поток излучения на конкретную цель, например, на отдельного человека.
В 2001 году Госдума приняла закон «Об оружии», препятствующий распространению акустического оружия в любых целях, кроме военных.

### Вопрос о причастности России
Хотя официально обвинений России не предъявлялось, многие действующие и бывшие официальные лица США назвали Россию, как вероятную виновницу предполагаемых атак и это подозрение разделяли и официальные лица администрации Трампа и Байдена.
Эту точку зрения разделяли аналитики ЦРУ по России, должностные лица Госдепартамента, сторонние научные эксперты и несколько предполагаемых жертв.
В отчёте АНБ от 2014 года авторами были высказаны подозрения, что Россия использовала микроволновое оружие для поражения жилых помещений человека, что приводит к повреждению нервной системы, о чём сообщил в 2020 году в своей статье журналист New York Times. Он также утверждал, что Россия заинтересована в нарушении сотрудничества между США, Китаем и Кубой (американские дипломаты, размещённые в Китае и на Кубе, которые сообщили о недугах, работали над расширением сотрудничества с этими странами, и некоторые аналитики ЦРУ выразили подозрение, что Россия таким образом пыталась сорвать их работу). Отмечается[кем?], что симптомы Гаванского синдрома аналогичны симптомам, которые испытывали жертвы[какие?] советского оборудования[какого?] во времена Холодной войны[уточнить]. Бывший сотрудник ЦРУ Джон Сайфер заявил в интервью Би-би-си, что «российские спецслужбы буквально заваливали посольство США в Москве потоками микроволн и электронных импульсов»[когда?], а за некоторыми сотрудниками даже ездили микроавтобусы, напичканные специальным оборудованием.
В мае 2021 года газета «Политико» сообщила, что трое нынешних и бывших официальных лиц США, «непосредственно осведомлённые об обсуждениях», заявили, что правительство США подозревает, что за предполагаемыми нападениями стоит российская военная разведка ГРУ, хотя разведывательное сообщество США не «достигло консенсуса или не приняло формального решения».
Тогда же газета The New Yorker писала, что «рабочая гипотеза» правительства США заключалась в том, что агенты ГРУ «направляли устройства с микроволновым излучением на американских чиновников для сбора разведданных с их компьютеров и сотовых ячеек телефонов, и что эти устройства могут причинить серьёзный вред людям, на которых они нацелены». Правительство США публично не обвиняло Россию; представители американской разведки в частном порядке называют эти события «нападениями», но публично называют их «аномальными нарушениями здоровья».
По словам двух официальных лиц, опрошенных «Политико», «хотя расследователи не установили окончательно, что эти инциденты были вызваны конкретным оружием, некоторые полагают, что любое такое устройство будет в первую очередь транспортироваться на автомобиле», и «некоторые из них могут быть достаточно маленькими, чтобы поместиться в большой рюкзак, и человек может быть поражён им на расстояние от 500 до 1000 ярдов». Джеймс Лин из Университета Иллинойса, эксперт по биологическим эффектам микроволновой энергии согласился с тем, что приступ Гаванского синдрома может быть вызван устройством, которое может поместиться в фургоне или внедорожнике.
В правительстве США аналитики обсуждали, отражали ли предполагаемые атаки умышленную попытку нанести травму или же описанные симптомы были «следствием попытки высокотехнологичных компаний украсть секретную информацию с телефонов и компьютеров официальных лиц США».
В статье Джулии Иоффе от 2021 года в журнале GQ говорилось, что «наиболее убедительные доказательства» причастности России основаны на отслеживании мобильных телефонов: «Используя данные такого рода, следователи ЦРУ смогли установить местонахождение российских агентов и поставить их в известность.. физическая близость к офицерам ЦРУ во время нападения на них, когда они находились в Польше, Грузии, Австралии и Тайване. В каждом случае лица, которые считались агентами ГРУ находились в пределах досягаемости сотрудников ЦРУ, пострадавших в 2019 году. В двух случаях данные о местоположении, по-видимому, показали, что агенты ФСБ находились в одной и той же гостинице в то же время, когда у их жертв проявились симптомы».
В сообщении от 2021 года в The New Yorker упоминается ряд инцидентов, описанных Марком Вандроффом, который занимал пост старшего директора по оборонной политике в Совете национальной безопасности: «Один из самых драматических эпизодов связан с офицером вооружённых сил США, дислоцированным в стране с большим присутствием русских[какой?]. Когда офицер въехал на оживлённый перекрёсток, ему внезапно показалось, что его голова вот-вот взорвётся. Его двухлетний сын, сидевший на заднем сиденье машины, начал кричать. Вне перекрёстка давление в его голове прекратилось, и его сын замолчал. Об очень похожем инциденте сообщил офицер ЦРУ, который находился в том же городе и не имел никакого отношения к военному офицеру».
В июле 2021 года директор ЦРУ Уильям Бёрнс заявил, что Россия может быть причастна к «гаванскому синдрому». Но, по его словам, ведомство пока не может сделать окончательные выводы. Глава ЦРУ сообщил, что недомогания были почти у 200 человек. В начале ноября после новой серии звуковых атак (в Австрии, Колумбии и Германии) состоялся визит главы ЦРУ в Москву, который предупредил спецслужбы России о последствиях причастности к «гаванскому синдрому».
Но, как заявил в ответ пресс-секретарь российского президента Дмитрий Песков — Россия не имеет никакого отношения к недомоганиям среди американских разведчиков и чиновников за рубежом, известным под названием «гаванский синдром»
Для расследования происходящего была создана рабочая группа ЦРУ. По итогам расследования в январе 2022 года ЦРУ официально заявило, что ведомство не нашло подтверждений версии о причастности как России, так и какой-либо страны к случаям так называемого «гаванского синдрома». ЦРУ не считает приписываемые этому синдрому симптомы намеренной глобальной кампанией враждебных стран, однако в целом в ведомстве не исключают иностранного вмешательства в отдельных случаях. В подавляющем большинстве из сотен случаев так называемого «гаванского синдрома» были обнаружены убедительные и правдоподобные объяснения наблюдаемых симптомов, однако примерно в двух десятках случаев причины остались не выясненными, и в них ЦРУ не исключает среди множества возможных причин также и вмешательство иностранных спецслужб
В апреле 2024 года вышло совместное расследование The Insider, 60 Minutes и Der Spiegel, связывающее случаи проявления «гаванского синдрома» с перемещениями сотрудников ГРУ ВС РФ из в/ч 29155. Две жертвы видели сотрудников 29155 перед атакой или сразу после неё и опознали их по фотографии. Также выяснилось, что связанная с ГРУ Военно-медицинская академия имени С. М. Кирова изучала клинические эффекты, вызываемые «гаванским синдромом» — изучала т. н. «синдром Минора» (точное название «Синдром дегисценции верхнего полукружного канала», СДВПК англ), а один из ключевых участников группы 29155 получил государственный заказ на разработку акустического оружия.